# Consolidated B-24 Liberator
Consolidated B-24 Liberator var ett amerikanskt bombflygplan. 

## Flygplanet
B-24 Liberator var ett av andra världskrigets mest använda och kända bombflygplan. Det användes av de allierade för långdistansanfall mot markmål på upp till 3 500 km avstånd. Planet användes även till ytövervakning på Atlanten och i Medelhavet, då med extra bränsletankar i stället för bomblast.
Besättningen bestod normalt av 10 man.

## Specialiteter och utveckling
B-24 Liberator var speciellt på många sätt, främst för att det tålde mycket stryk och för att det kunde landa på dåliga landningsbanor. Ett tydligt exempel på stryktålighet är att det kunde flyga med bara hälften av motorerna igång. Dock var både rörlighet och distans hämmat när inte alla motorerna fungerade. 
Man byggde många olika varianter av B-24, från A till N, och alla dessa skiljer sig lite från varandra. Dessutom fanns en stor mängd testvarianter av flygplanet. Totalt tillverkades 18 482 exemplar.

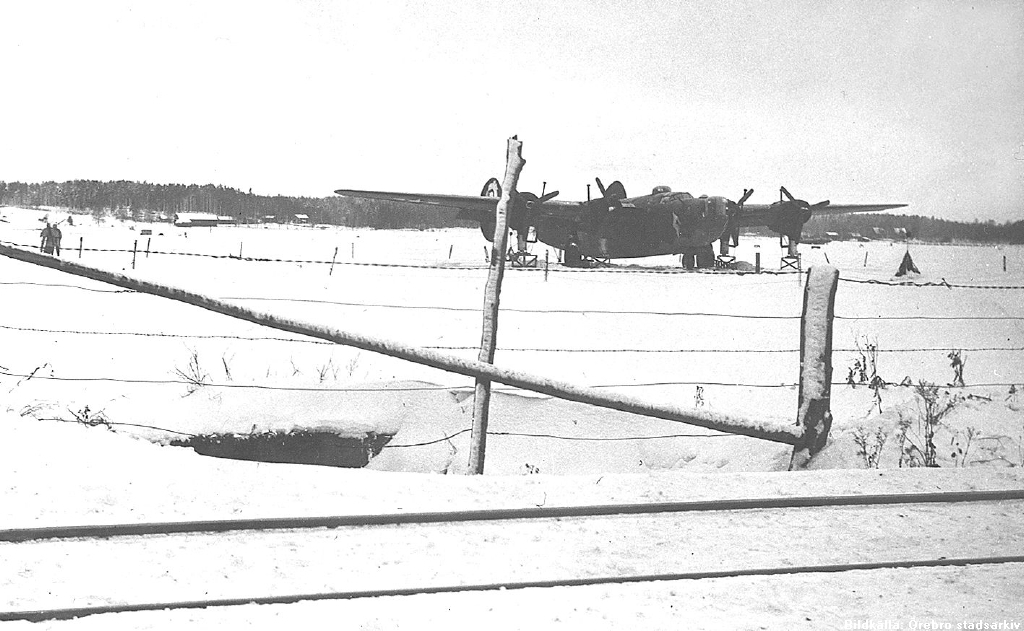
"Flying Fire Bell", en amerikansk B-24 Liberator (B-24-H-1-FO, s/n 42-7502, code unit EC-X 578/392) som nödlandade på Örebro flygfält tillsammans med en annan Liberator (ej på bild) i Örebro den 18 november 1943.

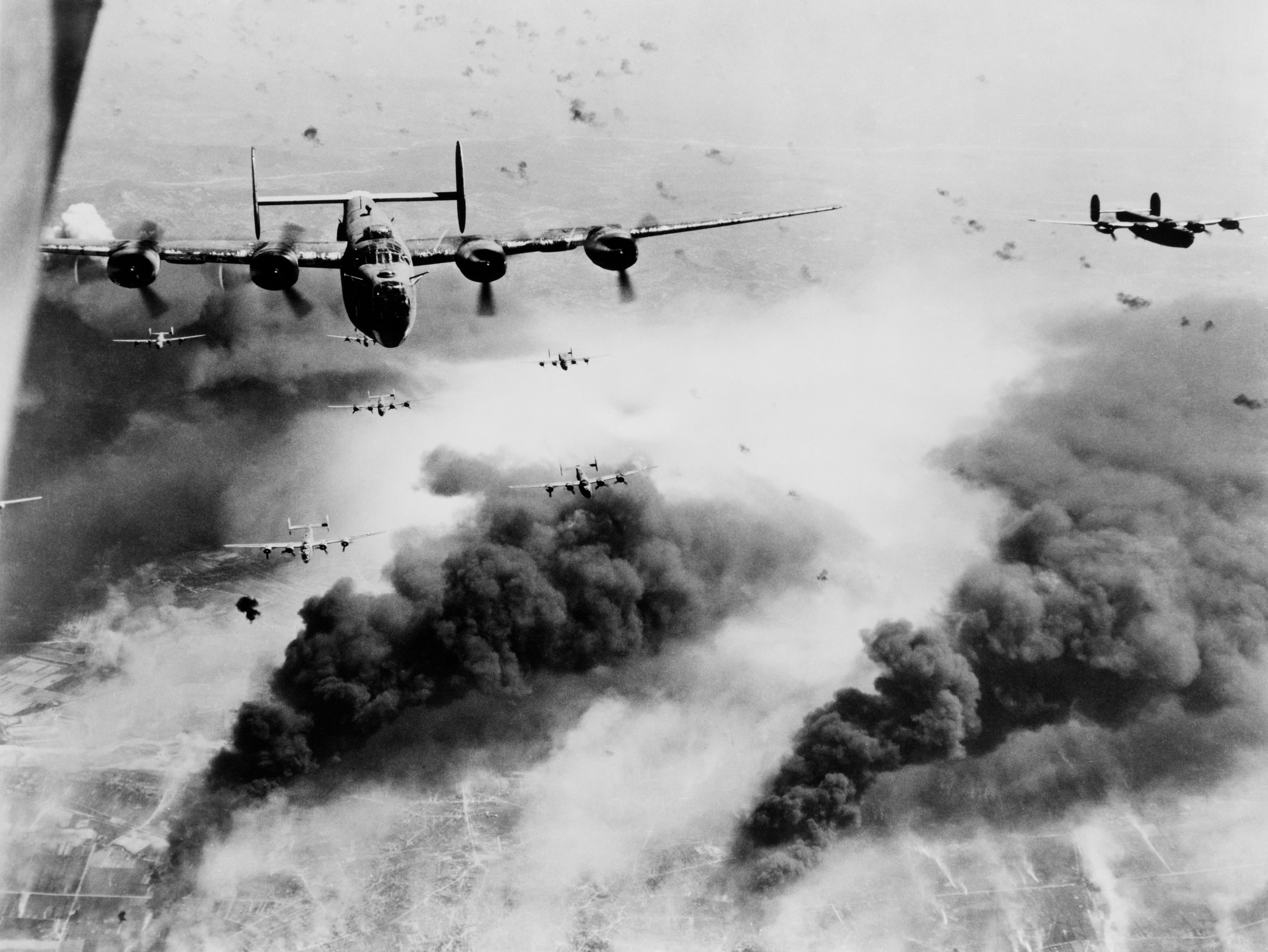
B-24 Liberator på väg till sina hembaser efter ett flyganfall mot Ploiești i Rumänien i augusti 1943.

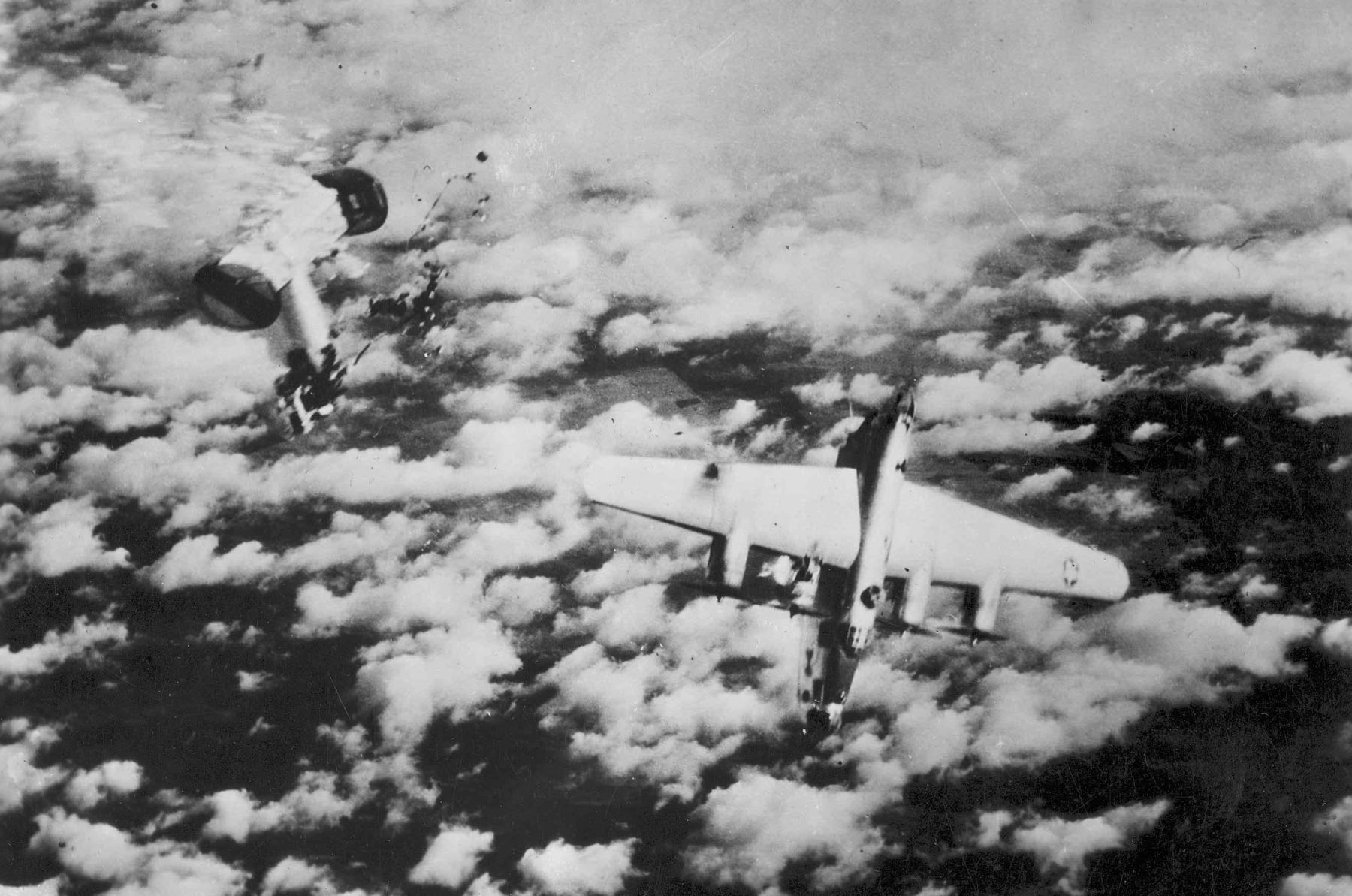
En B-24 Liberator nedskjuten av en Messerschmitt Me 262.

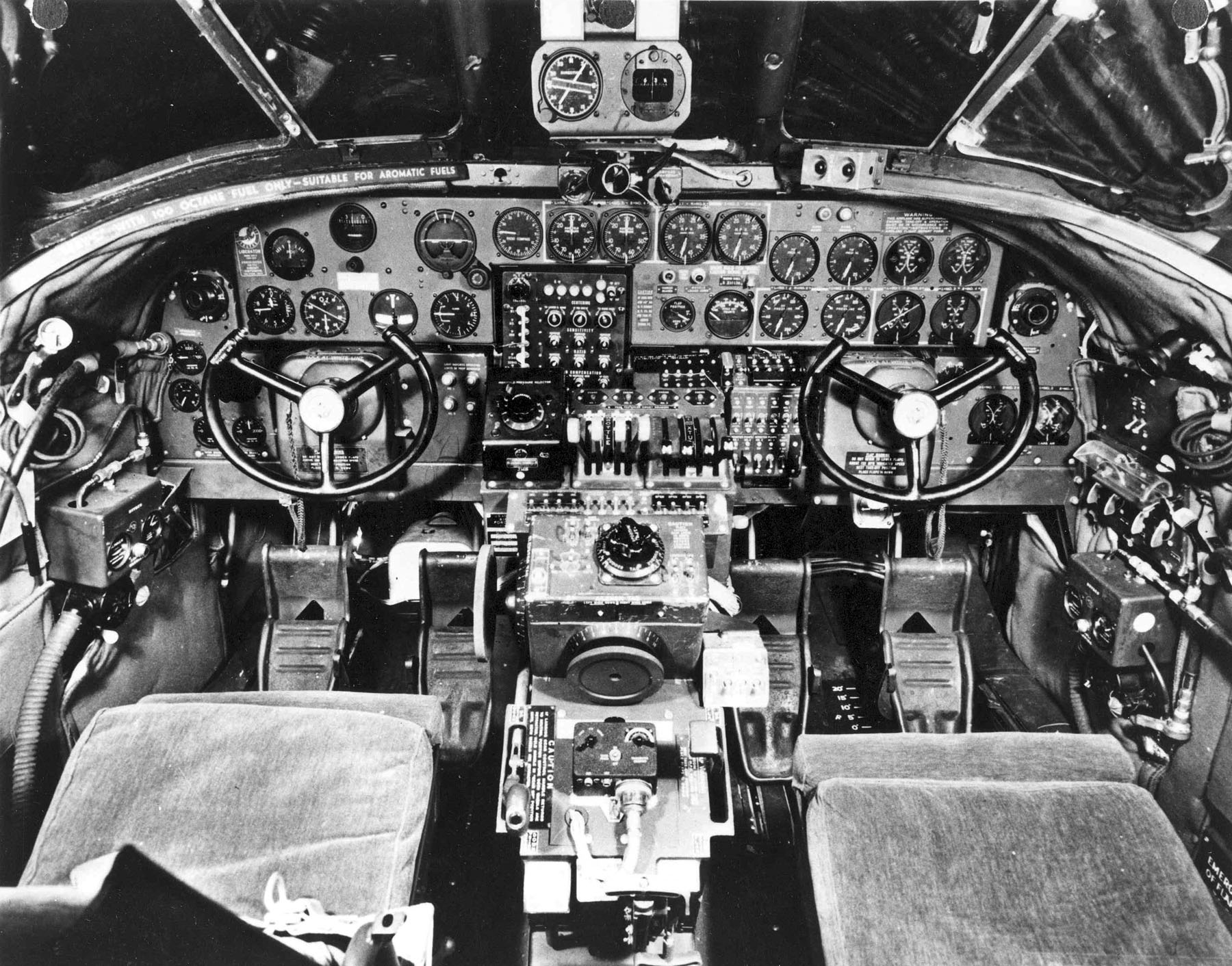
Cockpit av Consolidated B-24 Liberator